# Center City
Center City város az USA Minnesota államában. Lakosainak száma 629 fő (2020. április 1.).

## Népesség
A település népességének változása:

| 2010 | 628 |
| 2020 | 629 |